# Pieter Aertsen

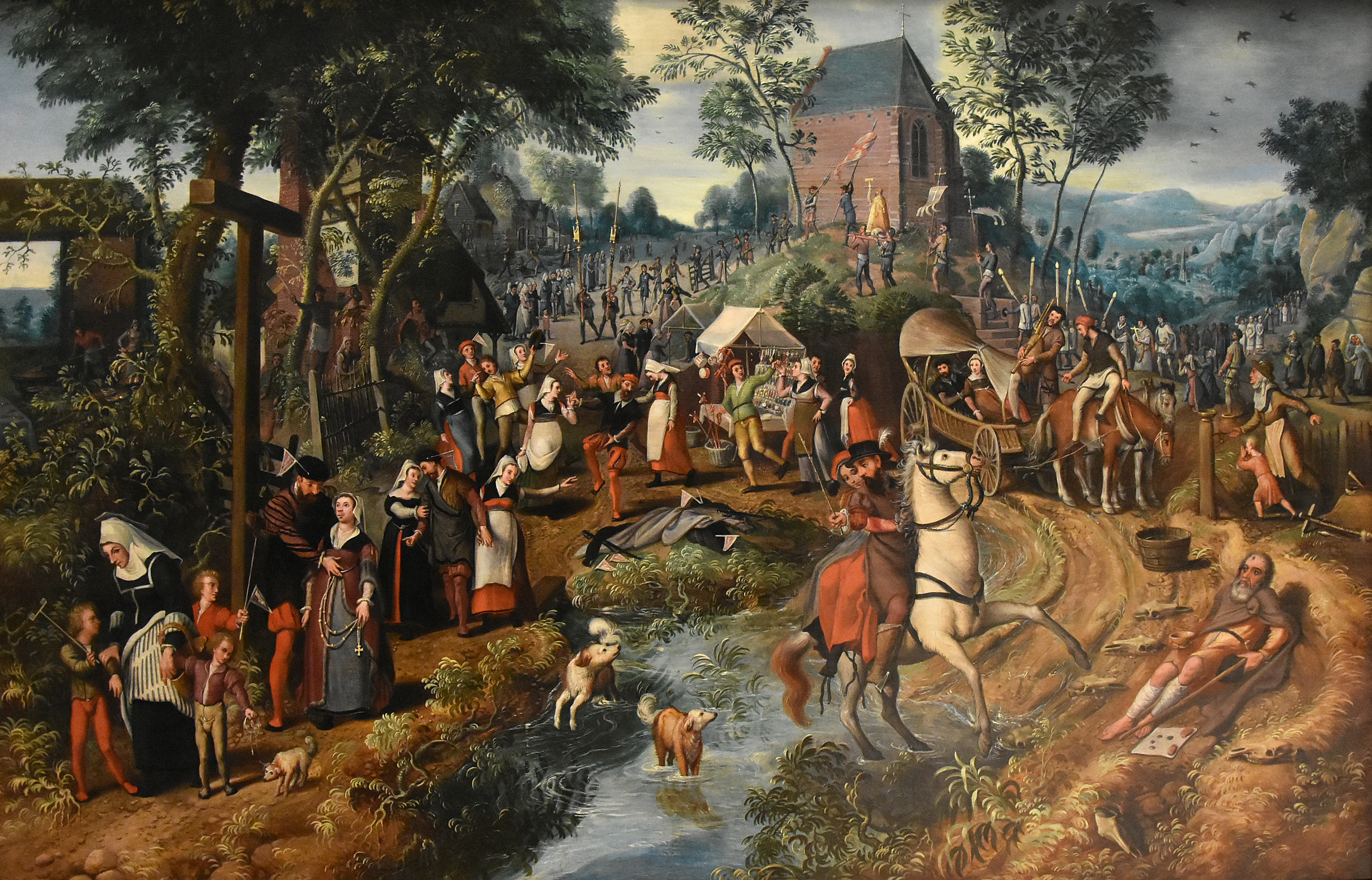
De terugkeer van een Sint-Antoniusbedevaart, 1550, Oldmastersmuseum, Brussel

Pieter Aertsen (Amsterdam, ca. 1508 – aldaar, 1575) was een Nederlands kunstschilder.

## Biografie
Over het leven van Aertsen is veel bekend, dankzij Karel van Mander. Hij werd geboren in Amsterdam omstreeks 1508 en zijn opleiding kreeg hij mogelijkerwijze bij Allaert Claesz. in Amsterdam.
Pieter Aertsen (bijgenaamd Lange Pier of Pietro il Lungo) trok op 18-jarige leeftijd naar Antwerpen. Hij werd er ingeschreven in het Sint-Lucasgilde in 1535 en verwierf het burgerschap in 1542. Hij trouwde er met Kathelijne Beuckelaer, de tante van Joachim Beuckelaer die zijn opvolger zou worden. Hij had twee zonen, Pieter Pietersz en Aert Pietersz.
In 1556-1557 keerde Pieter Aertsen terug naar Amsterdam, in verband met de opdracht voor een Sterfbed van Maria voor de Oude Kerk. en werd er opnieuw poorter in 1563. Hij stierf er in 1575 en werd in de Oude Kerk begraven.

## Werk
Tijdens zijn eerste jaren in Antwerpen schilderde Aertsen vooral altaarstukken voor de kerken. Al gauw begon hij ook scènes uit het boerenleven te schilderen en maakte hij naam met het schilderen van marktscènes en keukenstukken, met realistische afbeeldingen van fruit, brood, vis en vlees, keukengereedschappen.
Er zijn dus van Aertsen vooral stillevens en genrestukken bewaard gebleven, die zich voor een groot deel afspelen in het boerenmilieu, bijvoorbeeld De kokkin (ook wel gekend als De keukenmeid), 1559, in (Brussel, Koninklijk Museum voor Schone Kunsten). Hij leefde ten tijde van Pieter Bruegel de Oude en van Frans Floris en liet zich door beiden inspireren. Van de religieuze onderwerpen die hij schilderde, zoals de altaarstukken voor de Amsterdamse Oude Kerk en de Nieuwe Kerk is er weinig bewaard gebleven want zeer veel van zijn werken werden vernield tijdens de Beeldenstorm.

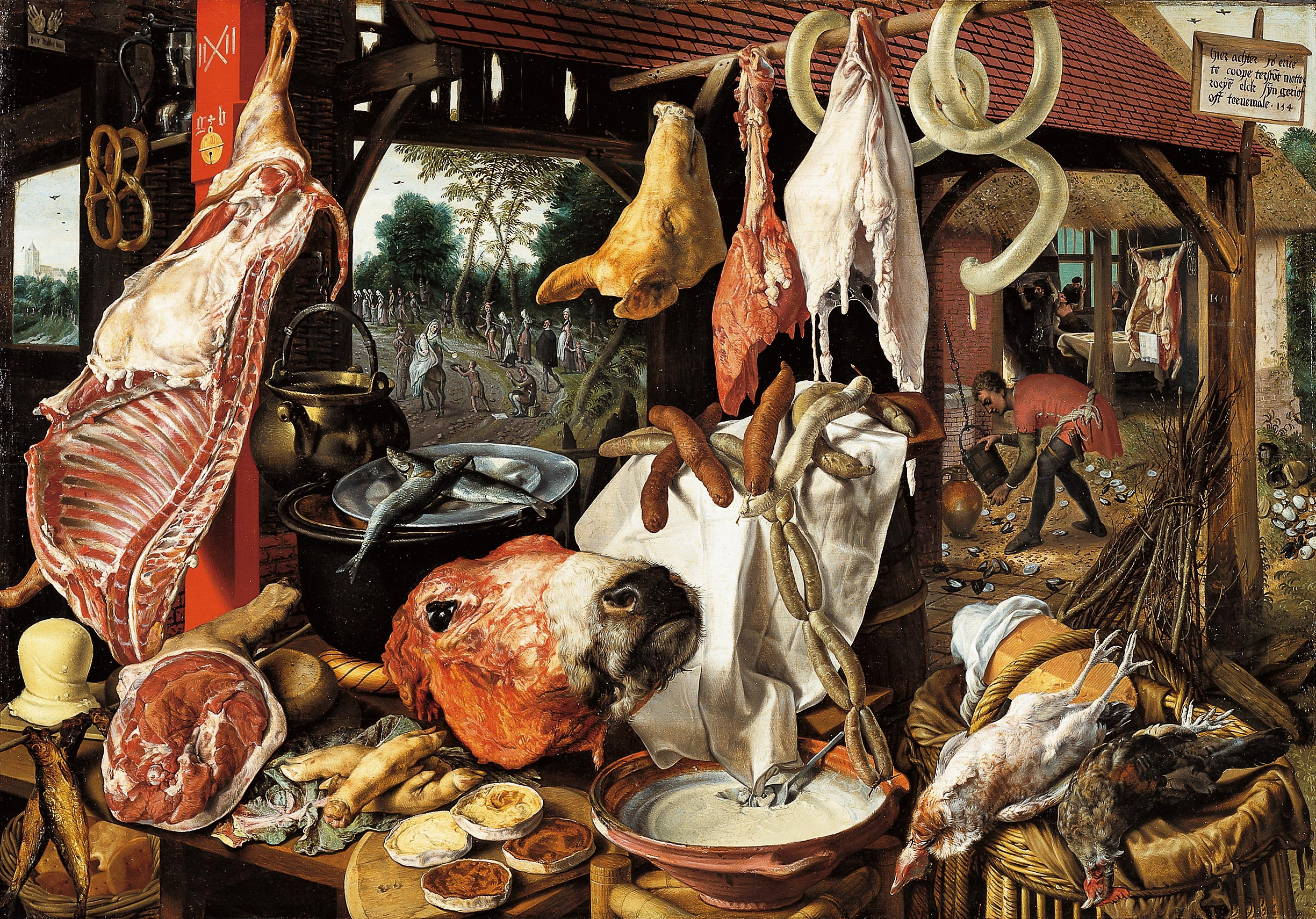
De vleesstal, 1551, Universiteit Uppsala

Vaak wist hij verschillende genres te combineren, zodat hij bijvoorbeeld religieuze onderwerpen schilderde die op de achtergrond staan van een schilderij waarvan de voorgrond wordt beheerst door een stilleven, zoals op Stilleven uit 1552 in het Kunsthistorisches Museum in Wenen en Christus op bezoek bij Maria en Martha. Pieter was een voorloper in dit genre want scènes met dagelijkse objecten en activiteiten van dienstpersoneel, marktkramers en dergelijke werden nog niet als grote kunst beschouwd. Echt grote kunst had religieuze en mythologische taferelen als onderwerp. Pieter Aertsen was mogelijk geïnspireerd voor het omkeren van de hiërarchie van het religieuze en het alledaagse door Lucas van Leydens Ecce Homo, waar de volksmassa veel meer aandacht krijgt dan Christus. Zijn beroemdste werk, De Vleesstal, hangt in Uppsala. Het stelt een slagerij voor, met op de achtergrond de vlucht naar Egypte. Er zijn vier exemplaren van dit werk in omloop en één ervan (of een gelijkaardig onderwerp, een keukentafereel met een gevilde ossekop) kwam in de vroege jaren 1550 terecht bij de Amsterdamse verzamelaar Jacob Ravart. Het is op basis van de kwaliteit van dit werk dat de vroede vaderen van Amsterdam volgens Karel Van Mander, Pieter Aertsen uitnodigden voor het schilderen van een altaarstuk voor de Oude Kerk.
Enkele werken
| Datering  | Titel                           | Verblijfplaats                                   | Afbeelding |
| --------- | ------------------------------- | ------------------------------------------------ | ---------- |
| 1550-1575 | Markttafereel                   | Wallraf-Richartz-Museum, Keulen                  |            |
| 1552      | De eierdans                     | Rijksmuseum Amsterdam                            |            |
| 1559      | De keukenmeid                   | Koninklijke Musea voor Schone Kunsten van België |            |
| 1575      | De apostelen Petrus en Johannes | Hermitage, Sint-Petersburg                       |            |

## Invloed
Pieter Aertsen is een pionier in de stilleven- en genreschilderkunst net omwille van deze ongewone combinaties. Aertsen is ook van belang omdat hij Venetiaanse voorbeelden combineerde met Hollandse schilderkunst. Aertsen was een van de beroemdste schilders uit zijn tijd. Al aan het begin van de 17e eeuw was er veel vraag naar zijn werk. Het Museum Boijmans Van Beuningen in Rotterdam bezit vier van zijn werken.
Aertsen stond aan het hoofd van een lange dynastie van schilders, waarvan de meest getalenteerde zijn neef en leerling Joachim Beuckelaer was, die zijn stijl overnam en verder ontwikkelde. Ook Aertsens zonen, Pieter Pietersz en Aert Pietersz waren schilder.